# Visualitzador

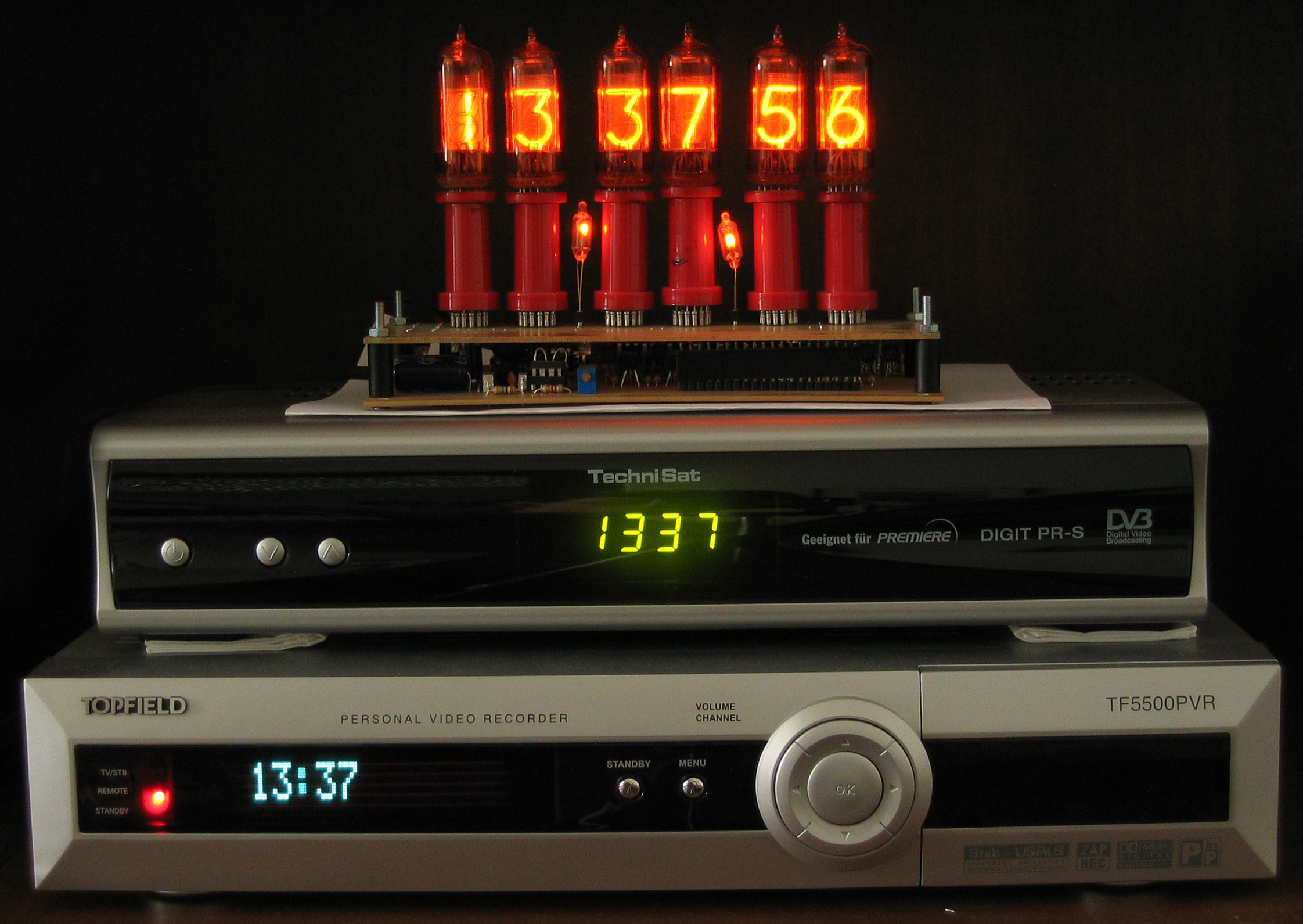
De dal a baix: Tubs Nixie, visualitzador de LEDs i Visualitzador fluorescent de buit.

Aquest article tracta només dels visualitzadors de cel·les o modulars (excloent les pantalles)

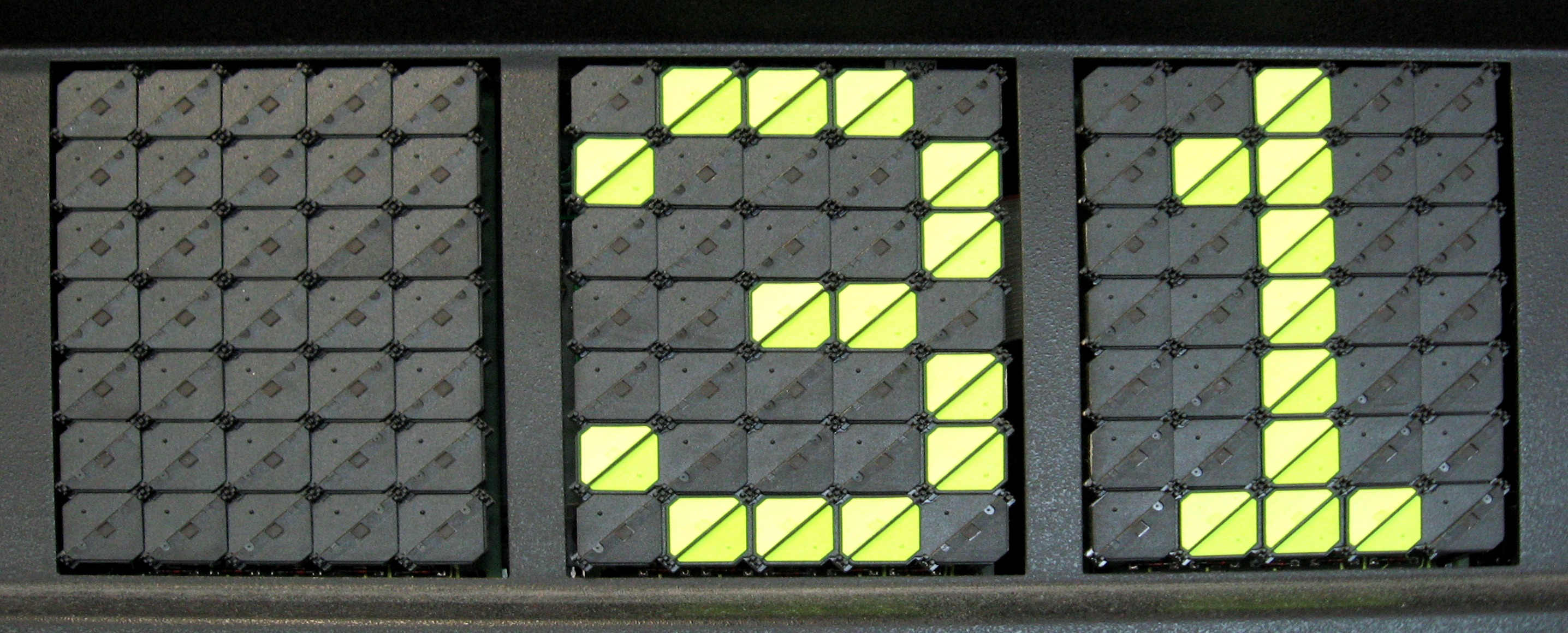
Visualitzador Flip-dots.

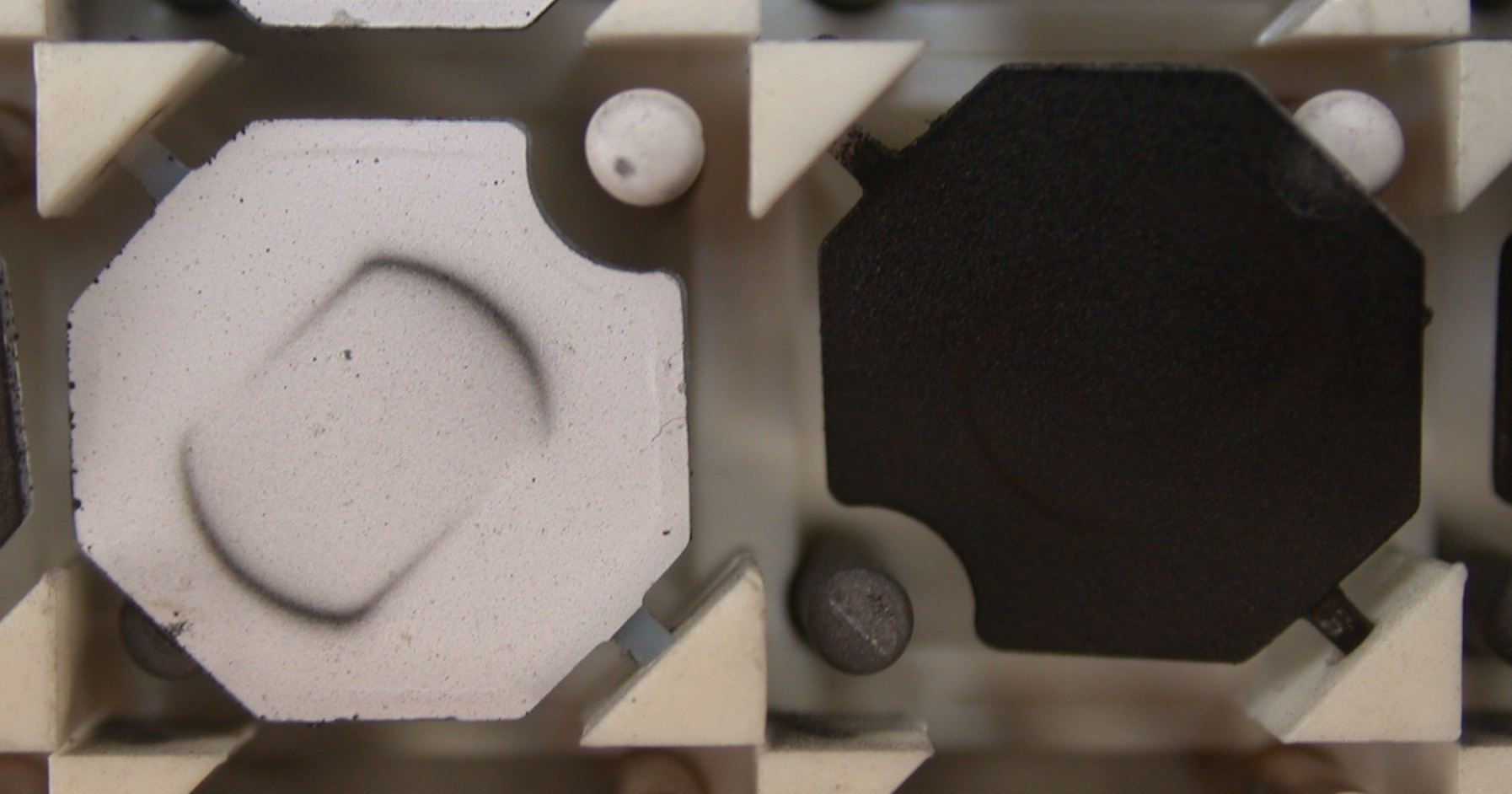
Display per darrera

Un visualitzador de cel·les (display device en anglès), és un dispositiu per a la presentació de la informació, de forma visual o tàctil emmagatzemada o transmesa de diferents maneres, que està compost per cel·les "físicament separades" (dígits, caràcters o punts) que poden ser controlades per separat. Si només té parts mecàniques (com els més primitius) es denomina "visualitzador mecànic". Quan la informació d'entrada es subministra amb un senyal elèctric, si té parts mecàniques mòbils es denomina "visualitzador electromecànic", si no en té, "visualitzador electrònic".
Hi ha línies tàctils destinades als discapacitats visuals que empren peces electromecàniques per actualitzar dinàmicament una imatge tàctil (en general caràcters Braille), que es pot inferir emprant els dits.
La versió més evolucionada són els visualitzadors gegants (mecànics o electrònics) per a la informació sobre els vols als aeroports o els de les estacions de trens i terminals d'autobusos.

## Història

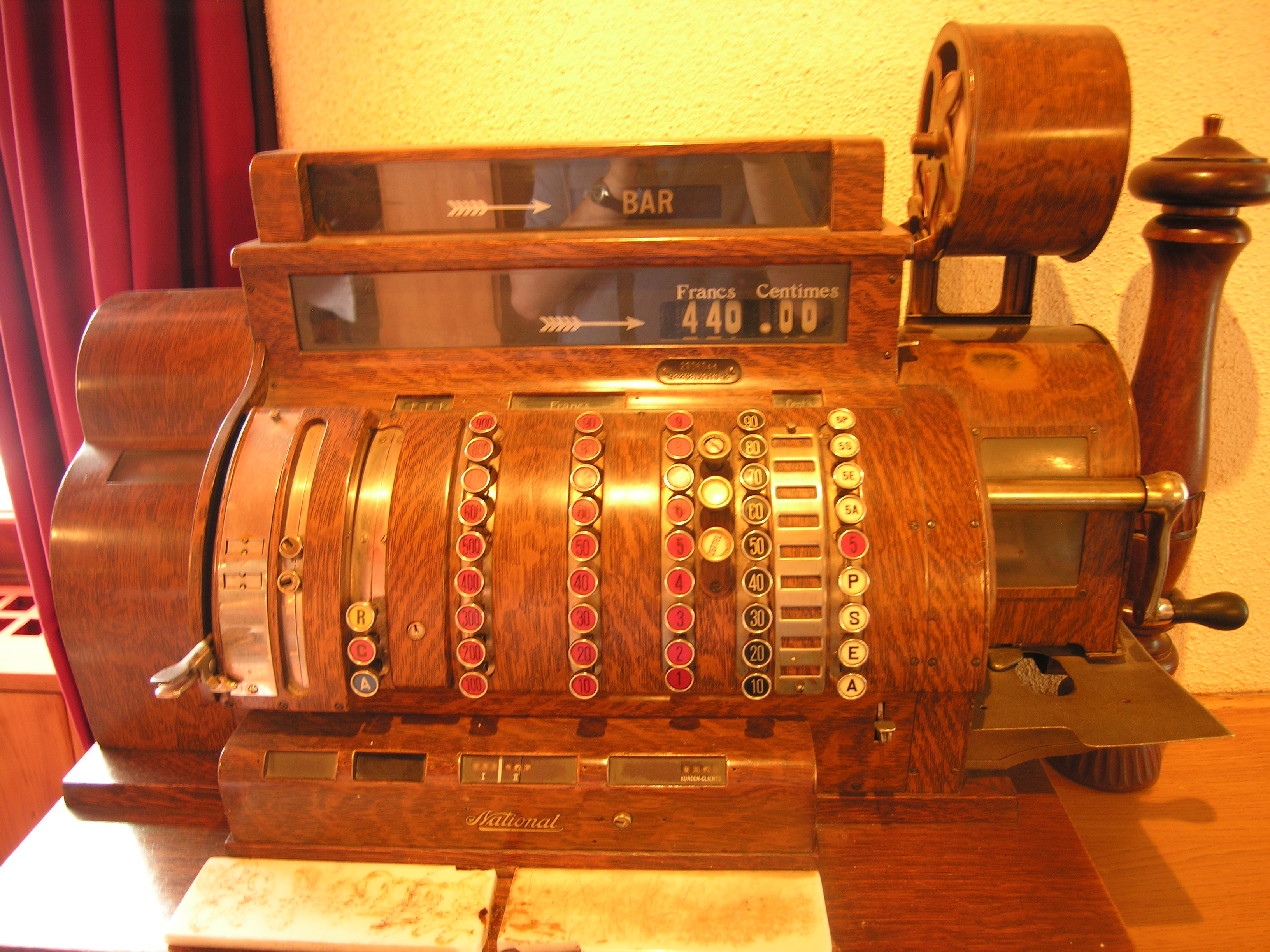
Visualitzador de NCR.

De fet ja n'existia una versió mecànica a les caixes registradores mecàniques o en els marcadors esportius i els d'apostes o de borsa en els que s'empraven uns discs o cilindres amb els nombres del 0 al 9, dins d'unes cel·les, que indicaven les unitats, desenes, centenes, etc.
Els primers visualitzadors, eren similars als dels ascensors, i es construïen amb llums que il·luminaven etiquetes impreses, de vegades transparents. Un exemple són els ascensors, que per a cada pis existia una llum darrere d'una silueta amb forma de nombre. Al permetre incloure algun tipus d'informació, ja es pot parlar amb propietat de visualitzadors.
Va ser necessari idear un visualitzador electrònic a partir del moment en què les caixes registradores, les calculadores, els rellotges, els instruments de mesura, els indicadors d'ascensor i els marcadors esportius o d'altres events, etc. van passar a ser electrònics naixent llavors la necessitat de convertir els senyals elèctrics en senyals visuals.
Un avanç va ser el tub Nixie que és semblant a un llum de neó però amb diversos ànodes que tenen la forma dels símbols que es vol representar. Un altre avanç va ser la invenció del visualitzador de 7 segments i posteriorment el de 16 segments.

## Tipus de visualitzadors

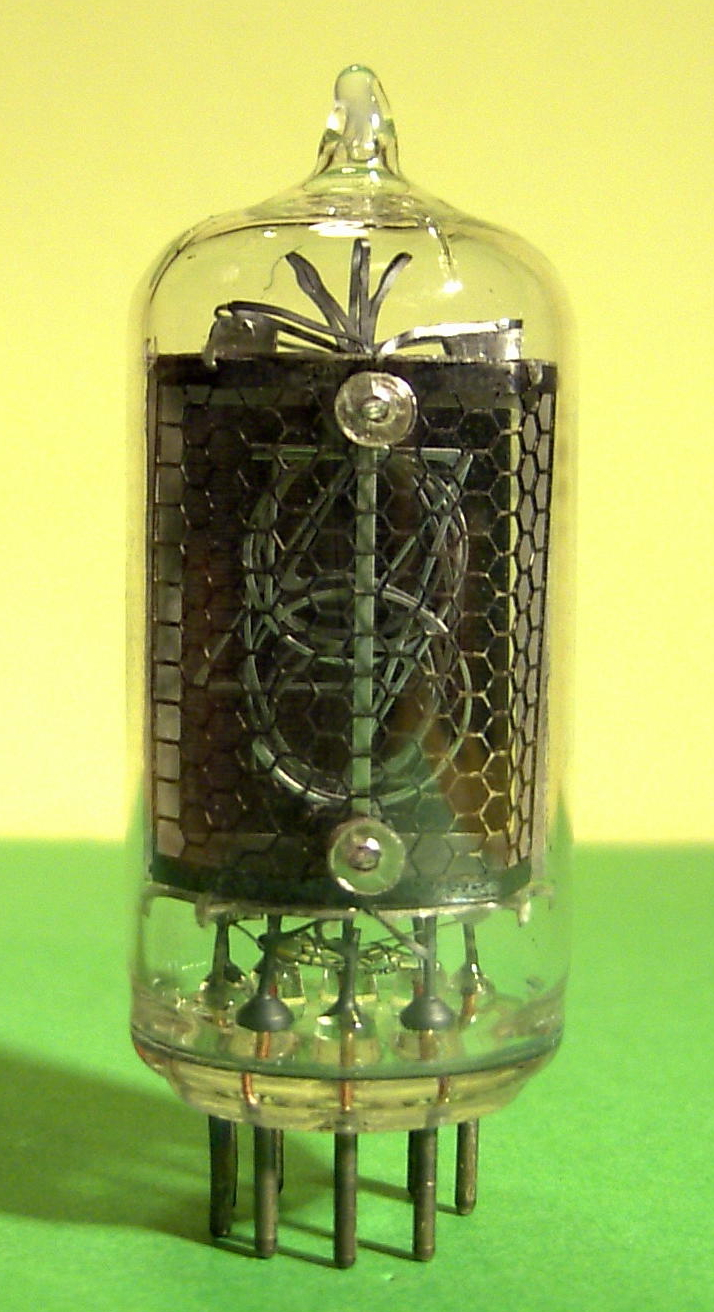
Tub Nixie.

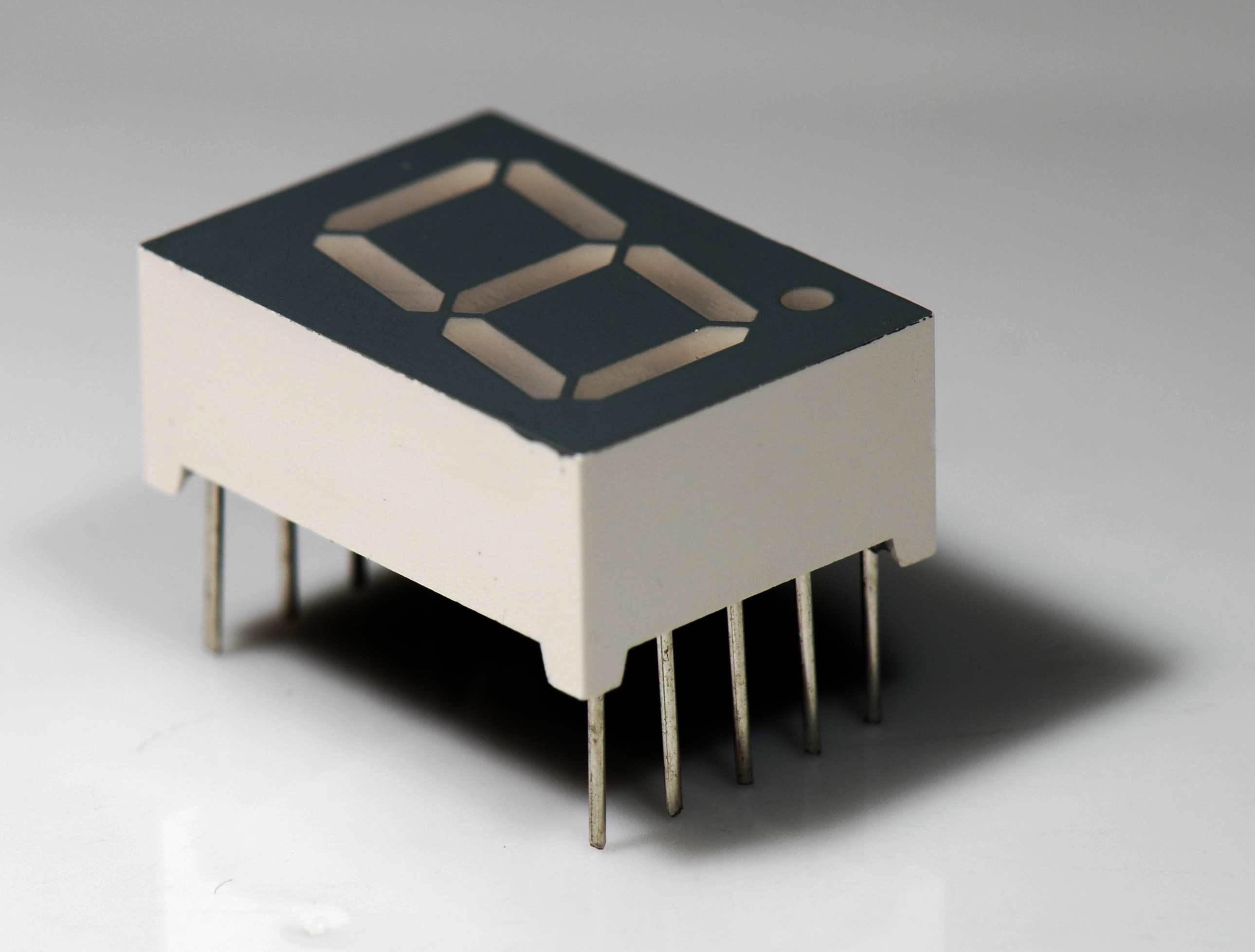
Component d'un display de LEDs de 7 segments, amb punt decimal.

### Visualitzador electromecànic
Els problemes dels primers visualitzadors per al seu ús a la intempèrie: manca de lluminositat i fragilitat van conduir al desenvolupament d'altres tipus de visualitzadors, en els que hi ha alguna peça es mou mecànicament que ocultant o mostrant un símbol o llegenda. Pertanyen a aquest tipus els visualitzadors "de cortineta", que consten d'un motor pas a pas que va passant els "fulls" que contenen diferents llegendes fins a arribar al missatge desitjat.
Va gaudir de gran popularitat en aeroports, estacions de tren i autobusos, etc. Però la dificultat per canviar els missatges va significar la seva fi quan es va poder disposar d'alternatives en altres tecnologies. Un altre visualitzador mecànic, que es veu com 7 segments i com a matriu consisteix en segments o punts fluorescents sobre làmines que poden girar per posar-se perpendiculars mitjançant l'acció d'un electroimant. Presenta l'avantatge que són visibles a plena llum del sol i només consumeixen energia en el canvi d'estat.

### Tub Nixie
Un tub Nixie de fet és un llum de neó i en fa servir les seves propietats però amb diversos ànodes que tenen la forma dels símbols que es vol representar. Un altre avanç va ser la invenció del visualitzador de 7 segments.

### Visualitzador de segments
En un visualitzador de 7 segments es representen els dígits 0 a 9 il·luminant els segments adequats. També solen contenir el punt o la coma decimal. De vegades es representen també alguns caràcters com la "E" (Error), "b" o "L" (Low Battery), etc., Però per representar els caràcters alfabètics es va introduir el visualitzador de 14 segments. El visualitzador de 14 segments va tenir èxit reduït i només existeix de forma marginal causa de la competència de la matriu de 5x7 punts. Els visualitzadors de segments es fabriquen en diverses tecnologies: Incandescència, de càtode fred, LED, cristall líquid, fluorescent, etc.

### Visualitzador de matriu
La matriu de 5x7 permet representar lletres majúscules i minúscules, signes de puntuació i caràcters especials amb un grau de llegibilitat excel·lent. No són noves, ja en la dècada del 1940 se'n podien veure mostrant missatges publicitaris. Estaven fabricades amb làmpades d'incandescència. Actualment es fabriquen amb LED i LCD.
Amb les matrius de 5x7 es construeixen les línies de caràcters, principalment amb tecnologies LED, LCD i VFD. Es fabriquen en múltiples formats, d'una a quatre línies de vuit a quaranta caràcters.
Matriu gràfica. Consisteix en una matriu més gran, que pot representar tant caràcters com gràfics. Es fabriquen en LCD i VFD. Les matrius de LED estan constituïdes per un mosaic de visualitzadors més petits (8x8, normalment). Poden ser multicolors (Vermell-Taronja-Verd o Vermell-Verd-Blau), trobant la seva utilitat en tanques publicitàries, camps de futbol, etc.

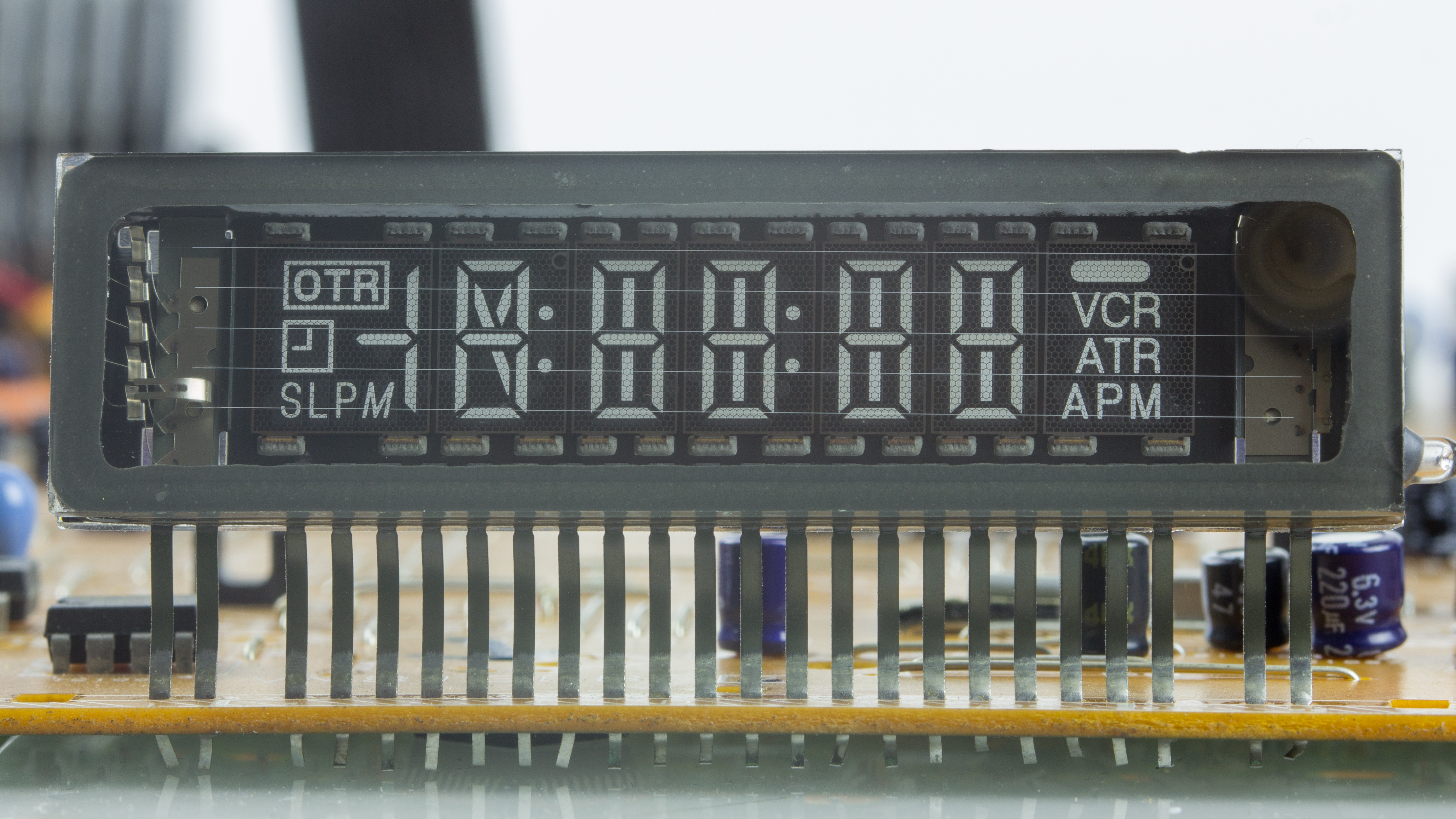
Display VFD d'un rellotge digital.

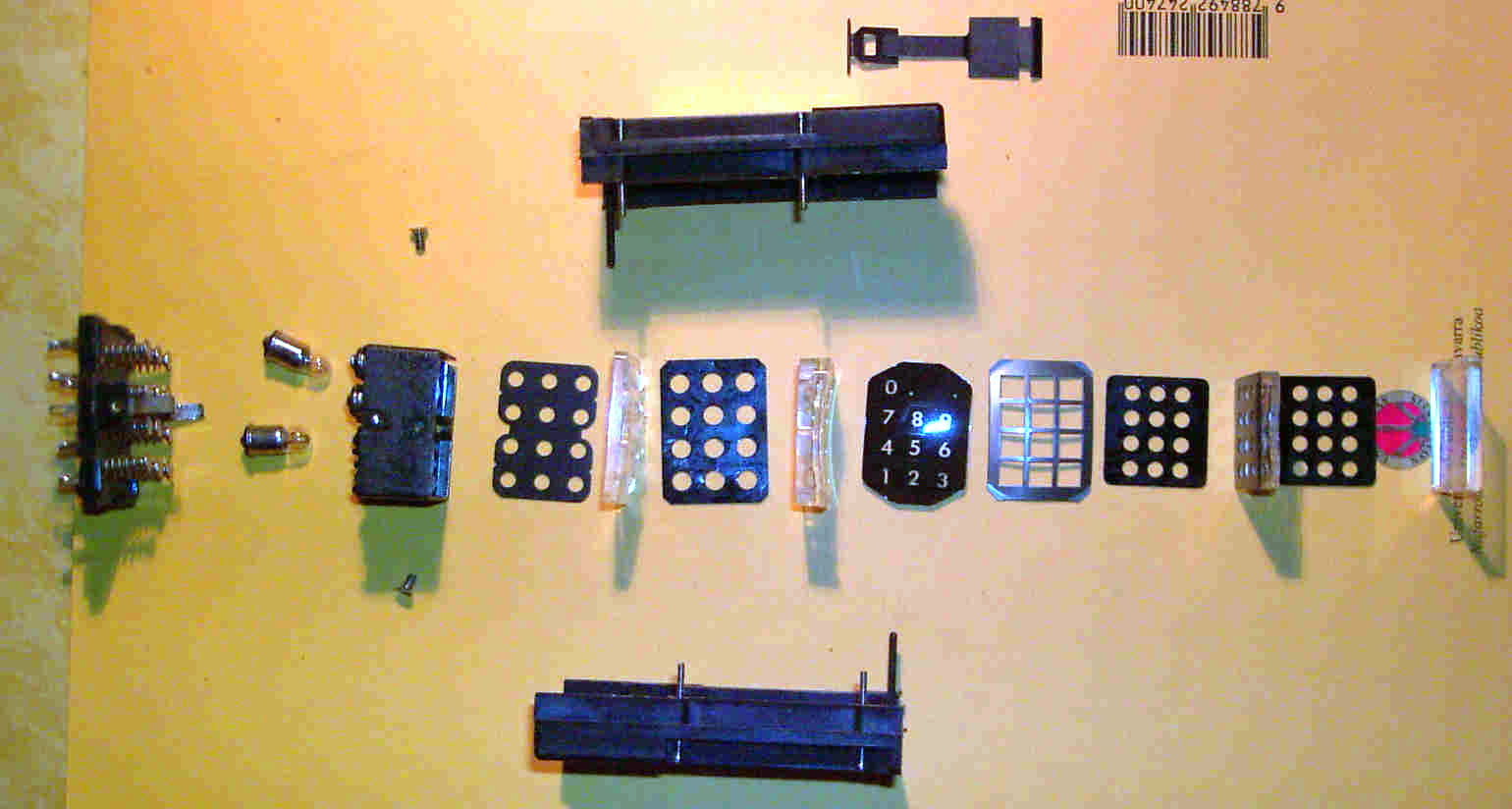
Especejament d'un visualitzador de projecció. Es poden apreciar les bombetes, grups de lents, pel·lícula contenint els dígits i diafragmes

### Visualitzador fluorescent de buit (VFD)
Consisteixen en una ampolla de vidre que conté un o diversos filament es que actuen de càtode, diversos ànodes recoberts de fòsfor i una reixeta per caràcter. En polaritzar positivament els ànodes i les reixetes, els electrons emesos per càtode aconsegueixen un ànode, que s'encén. Depenent del model, funcionen amb tensions d'alimentació de reixetes i ànodes a partir de 12V.

### Visualitzador de projecció
Consisteixen en una matriu de llums, de les quals s'il·lumina només una cada vegada. La llum es dirigeix a un condensador que la projecta sobre una pel·lícula que conté els símbols que es vol representar. Després un altre grup de lents enfoca la imatge sobre una pantalla translúcida, que es fan visibles en la seva cara posterior. Com a norma general el nombre d'imatges està limitat a dotze i no es poden canviar, tret que es desmunti la unitat i es canviï la pel·lícula.